# جوش سينتر
جوشوا راي سينتر (بالإنجليزية: Joshua Ray Sente)‏ هو كاتب سيناريو أمريكي ولد في 14 فبراير 1979 في بلاتو، الولايات المتحدة. اشتهر بعمله في المسلسل التلفزيوني ربات بيوت يائسات.

## روابط خارجية
- جوش سينتر على موقع IMDb (الإنجليزية)
- جوش سينتر على موقع ألو سيني (الفرنسية)
- جوش سينتر على موقع قاعدة بيانات الفيلم (الإنجليزية)
- جوش سينتر على موقع كينوبويسك (الروسية)